# Ajinomoto

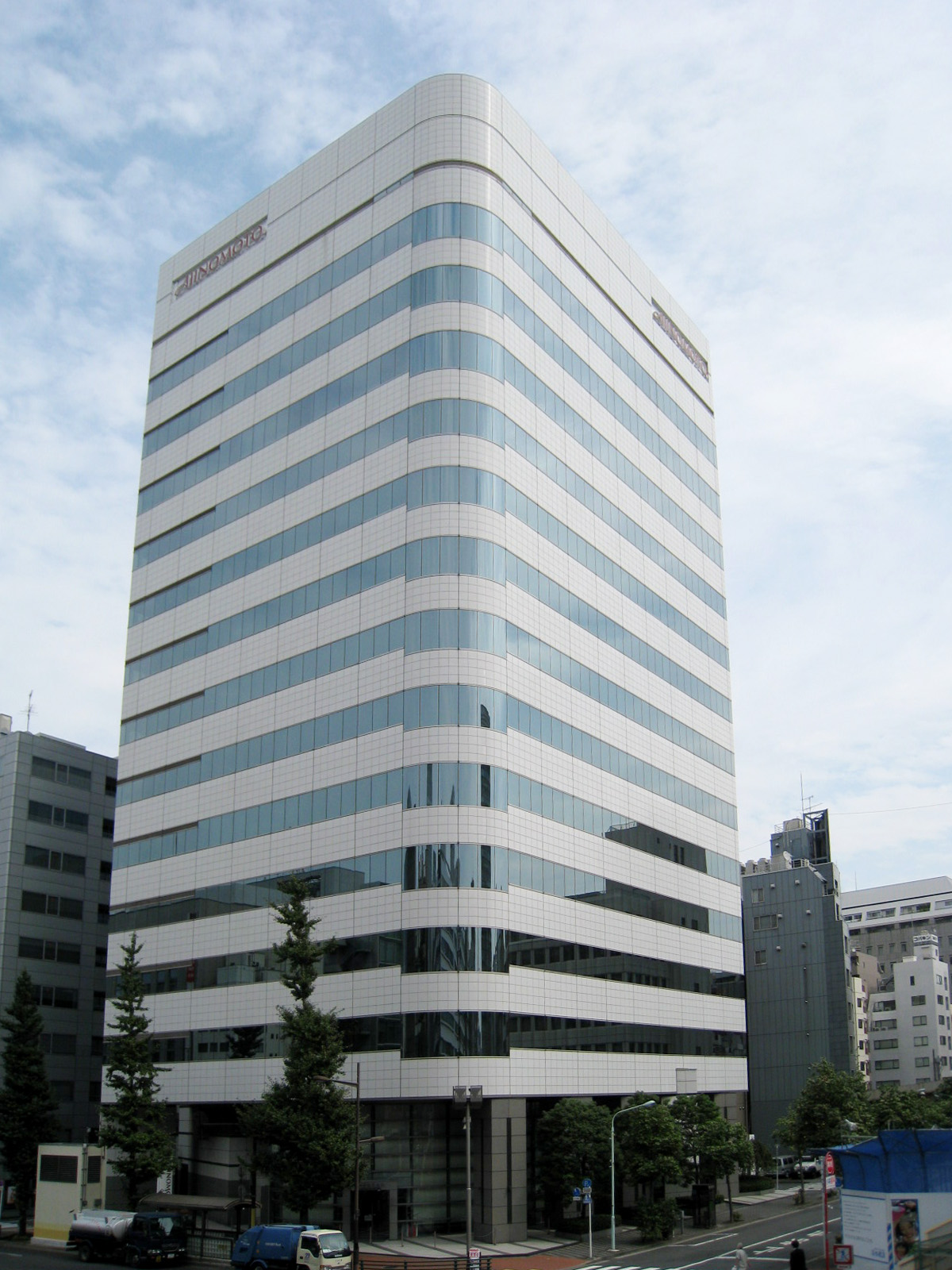
Die Unternehmenszentrale in Kyōbashi, Chūō, Tokio

Ajinomoto K.K. (japanisch 味の素株式会社; engl. Ajinomoto Co., Inc.) ist ein japanisches Unternehmen in der Nahrungsmittelbranche, das vor allem Aromen, Gewürze und Öle herstellt. Sein bekanntestes Produkt, Mononatriumglutamat, ist so erfolgreich, dass das Wort „Ajinomoto“, wörtlich „Essenz des Geschmacks“, in Japan als Gattungsname (vergleichbar mit „Maggi“) unabhängig vom Hersteller verwendet wird. Mononatriumglutamat wird in Ostasien verbreitet zum Kochen verwendet.

## Geschichte
1908 fand der Wissenschaftler Ikeda Kikunae eine Methode zur Herstellung kristallinen Mononatriumglutamats und entdeckte seine geschmacksverstärkende Wirkung (umami). Gemeinsam mit dem Unternehmer Suzuki Saburōsuke gründete er 1909 ein Unternehmen zur industriellen Herstellung. Es hieß anfangs Suzuki Seiyakusho, später Suzuki Shōten. 1914 wurde die Produktion in einer Fabrik in Kawasaki aufgenommen, 1917 wurde Suzuki Shōten als Aktiengesellschaft registriert, im selben Jahr begann mit der Eröffnung eines Büros in New York die Expansion nach Übersee. Nach einer weiteren Namensänderung 1932 heißt das Unternehmen seit 1946 Ajinomoto.
In den 1930er Jahren begann Ajinomoto mit der Herstellung von Ölen, nach dem Zweiten Weltkrieg setzte das Unternehmen die internationale Expansion vor allem in asiatischen Märkten fort. In den 1980ern begann insbesondere die Produktion von Aminosäuren als Grundstoff für die pharmazeutische Industrie. 1991 stieg Ajinomoto bei dem Getränkehersteller Calpis ein, der 2007 vollständig übernommen und 2012 an die Asahi Group Holdings weiterverkauft wurde.

## Produktpalette (Auswahl)

### Aminosäuren und Aminosäurederivate
- Lysin
- Threonin
- Aspartam
- Tryptophan
- Mononatriumglutamat

### Enzyme
- Transglutaminase

Quelle: Jahresbericht 2006

### Folie für Mikroprozessoren
Ajinomoto war der erste Hersteller eines Materials namens ABF (Ajinomoto Build Up Film), das bei der Herstellung von Mikroprozessoren zur isolierenden Trennung der Lagen benötigt wird. Die Folie wurde bei der Grundlagenforschung zu Aminosäurenchemie für Epoxidharze und daraus bestehenden Verbundwerkstoffen erfunden. Das Projekt startete im Jahr 1996 unter der Leitung von Shigeo Nakamura.

## Tochterunternehmen
Zum Ajinomoto-Konzern gehören zahlreiche Unternehmen in 21 Ländern, darunter als Regionalgesellschaft für Europa, Afrika und ganz Russland die Ajinomoto Europe S.A.S. mit insgesamt über 2000 Mitarbeitern, zu der auch die deutsche Tochter Ajinomoto Foods Deutschland GmbH mit Sitz in Hamburg gehört. In Japan hält das Tochterunternehmen Kunōru Shokuhin K.K. (englische Eigenbezeichnung: Knorr Foods Co. Ltd.) die Rechte an der Marke Knorr.

## Sponsoring
Die Namensrechte des Tōkyō-Stadions, Heimat der Fußballvereine FC Tokyo und Tokyo Verdy, wurden 2003 für fünf Jahre an Ajinomoto verkauft. In dieser Zeit hieß das Multifunktionsstadion mit rund 50.000 Plätzen Ajinomoto Stadium.